# هيلاري كوبروفسكي
هيلاري كوبروفسكي (5 ديسمبر 1916  –  11 أبريل 2013) كان عالم الفيروسات وعالم المناعة البولندي نشط في الولايات المتحدة الأمريكية الذي أظهر أول لقاح حي فعال ضد شلل الأطفال في العالم. قام بتأليف أو شارك في تأليف أكثر من 875 ورقة علمية وشارك في تحرير العديد من المجلات العلمية.
حصل كوبروفسكي على العديد من الأوسمة الأكاديمية والأوسمة الوطنية، بما في ذلك وسام الأسد البلجيكي، وسام الاستحقاق الفرنسي وفيلق الشرف، وسام الأسد الفنلندي، وسام الاستحقاق من جمهورية بولندا.
كان كوبروفسكي هدفا لاتهامات في الصحافة تتعلق " بفرضية OPV للإيدز "، والتي تفترض أن وباء الإيدز نشأ من لقاحات شلل الأطفال الحية مثل كوبروف. وقد تم دحض هذا الادعاء منذ فترة طويلة من خلال الأدلة التي تبين أن فيروس HIV-1 تم إدخاله إلى البشر قبل وقت طويل من إجراء تجارب لقاح شلل الأطفال في أفريقيا. تمت تسوية القضية خارج المحكمة مع اعتذار رسمي من مجلة رولينج ستون.

## الحياة

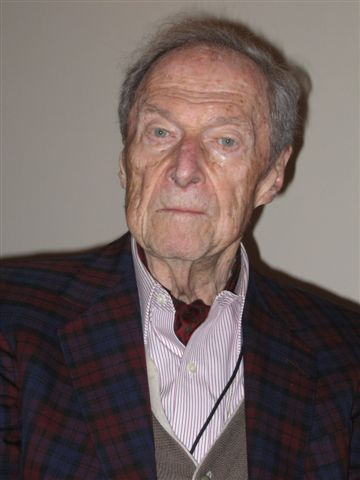
هيلاري كوبروفسكي في وارسو عام 2007

ولدت هيلاري كوبروفسكي في وارسو لأسرة يهودية متعلمة ومندمجة.  التقى والديه في عام 1906 عندما كان باوي كوبروفسكي (1882-1957) يخدم في الجيش الإمبراطوري الروسي، وانتقل إلى وارسو بعد فترة وجيزة من زواجهما في عام 1912. كانت والدته سونيا (ني بيرلاند، 1883-1967)، طبيب أسنان من بيرديشيف.  حضر هيلاري كوبروفسكي مدرسة Mikołaj Rej الثانوية في وارسو، ومنذ سن الثانية عشرة، تلقى دروسًا في العزف على البيانو في معهد وارسو. حصل على شهادة الطب من جامعة وارسو عام 1939. حصل أيضًا على درجات موسيقية من معهد وارسو، وفي عام 1940، من معهد سانتا سيسيليا في روما. تبنى البحث العلمي باعتباره عمل حياته، لكنه لم يتخل أبدًا عن الموسيقى وقام بتأليف العديد من الأعمال الموسيقية. في يوليو 1938، أثناء وجوده في كلية الطب، تزوج كوبروفسكي إيرينا جراسبيرج.
في عام 1939 ، بعد غزو ألمانيا لبولندا، هرب كوبروفسكي وزوجته، وكذلك الطبيب، من البلاد، باستخدام روابط الأعمال العائلية لكوبروفسكي في مانشستر، إنجلترا. ذهب هيلاري إلى روما، حيث أمضى عامًا في دراسة البيانو في معهد سانتا سيسيليا. بينما ذهبت إيرينا إلى فرنسا، حيث أنجبت طفلهما الأول، كلود كوبروفسكي، وعملت كطبيبة مساعدة في مستشفى للأمراض النفسية.
مع اقتراب غزو فرنسا عام 1940، هربت إيرينا والرضيع من فرنسا عبر إسبانيا والبرتغال - حيث لم شمل عائلة كوبروفسكي - إلى البرازيل، حيث عمل كوبروفسكي في ريو دي جانيرو لصالح مؤسسة روكفيلر. كان مجال أبحاثه لعدة سنوات هو العثور على لقاح فيروس حي ضد الحمى الصفراء. بعد الحرب العالمية الثانية، استقر كوبروفسكي في بيرل ريفر، نيويورك، حيث تم تعيين هيلاري كباحث في مختبرات ليدرل، قسم الأدوية في السياناميد الأمريكية. هنا بدأ تجاربه ضد شلل الأطفال، مما أدى في نهاية المطاف إلى إنشاء أول لقاح فموي لشلل الأطفال. عمل كوبروفسكي كمدير لمعهد وستر 1957-1991، وخلال هذه الفترة حقق وستر اعترافًا دوليًا بأبحاث اللقاح وأصبح مركزًا وطنيًا للسرطان في معهد السرطان. [بحاجة لمصدر]
توفي كوبروفسكي في 11 أبريل 2013 عن عمر يناهز 96 عامًا،   في وينوود، بالقرب من فيلادلفيا، بنسلفانيا، بسبب الالتهاب الرئوي. ودفن هو وزوجته في مقبرة ويست لوريل هيل، قسم ساوثلون، لوط 782، بالا سينويد، بنسلفانيا.
نجت هيلاري كوبروفسكي وزوجته الراحلة من ولدين، كلود (مواليد باريس، 1940) وكريستوفر (مواليد 1951). كلود كوبروفسكي طبيب متقاعد. كريستوفر كوبروفسكي هو طبيب معتمد في تخصصين، علم الأعصاب والأورام الإشعاعية. وهو رئيس قسم علاج الأورام بالإشعاع في مستشفى كريستيانا في ولاية ديلاوير.

## لقاح شلل الأطفال
بينما في مختبرات ليدرلى،  خلق كوبروفسكي أول لقاح شلل الأطفال في العالم، استنادا إلى الموهن الفم فيروس شلل الأطفال. في بحثه عن لقاح محتمل ضد شلل الأطفال، ركز على الفيروسات الحية التي تم إضعافها (التي أصبحت غير خبيثة) بدلاً من الفيروسات المميتة (أصبح الأخير أساس اللقاح المحقون الذي طوره جوناس سالك لاحقًا).
نظر كوبروفسكي إلى اللقاح الحي على أنه أكثر قوة، حيث أنه دخل إلى الأمعاء مباشرة ويمكن أن يوفر مناعة مدى الحياة، في حين أن لقاح سولك يتطلب لقطات معززة. كما أن إعطاء اللقاح عن طريق الفم أمر سهل، بينما يتطلب الحقن مرافق طبية وأكثر تكلفة.  
طور كوبروفسكي لقاح شلل الأطفال من خلال إضعاف الفيروس في خلايا الدماغ لجرذ القطن، جرذ القطن الزغبي وهو نوع من العالم الجديد عرضة للإصابة بشلل الأطفال.  أدار اللقاح لنفسه في يناير 1948، وفي 27 فبراير 1950، إلى 20 طفلاً في قرية ليتشورث، وهي دار للأشخاص ذوي الإعاقة في مقاطعة روكلاند ، نيويورك. طوّر 17 طفلاً من بين 20 طفلاً أجسامًا مضادة لفيروس شلل الأطفال - الثلاثة الآخرين على ما يبدو لديهم أجسام مضادة بالفعل - ولم يصاب أي من الأطفال بمضاعفات. في غضون 10 سنوات، تم استخدام اللقاح في أربع قارات.
تم تطوير عمل ألبرت سابين المبكر مع لقاح شلل الأطفال الحي الموهن من فيروس شلل الأطفال المخفف الذي تلقته سابين من كوبروفسكي.

## لقاح داء الكلب
بالإضافة إلى عمله في لقاح شلل الأطفال، قام كوبروفسكي (جنبًا إلى جنب مع ستانلي بلوتكين وتاديوس ويكتور) بعمل كبير في لقاح محسن ضد داء الكلب.  قامت المجموعة بتطوير لقاح داء الكلب HDCV في الستينيات في معهد ويستار. تم ترخيصه للاستخدام في الولايات المتحدة في عام 1980.

## الانتماءات
كان كوبروفسكي رئيسًا لمختبرات مؤسسة التكنولوجيا الحيوية، ورئيسًا لمركز أمراض الأعصاب في جامعة توماس جيفرسون. في عام 2006 حصل على منحة قياسية رقم 50 من المعاهد الوطنية للصحة. قام بتأليف أو شارك في تأليف أكثر من 875 ورقة علمية وشارك في تحرير العديد من المجلات العلمية. وعمل مستشارًا لمنظمة الصحة العالمية ومنظمة الصحة للبلدان الأمريكية.

## يكرم / إرث
حصل كوبروفسكي على العديد من الشهادات الفخرية والأوسمة الأكاديمية والأوسمة الوطنية، بما في ذلك وسام الأسد من ملك بلجيكا، وسام الاستحقاق الفرنسي للبحث والاختراع، منحة فولبرايت، وتعيينه كأستاذ ألكسندر فون هومبولت في ماكس بلانك معهد الكيمياء الحيوية في ميونيخ. في عام 1989 حصل على جائزة سان مارينو للطب وميدالية نيكولاس كوبرنيكوس من الأكاديمية البولندية للعلوم في وارسو.
تلقى كوبروفسكي العديد من الجوائز في فيلادلفيا، بما في ذلك جائزة فيلادلفيا لأبحاث السرطان، وجائزة جون سكوت، وفي مايو 1990، أرفع تكريم لمدينته، جائزة فيلادلفيا. كان زميلاً لكلية الأطباء في فيلادلفيا، التي منحته عام 1959 جائزة ألفارينجا.
كان كوبروفسكي عضوًا في الأكاديمية الوطنية للعلوم، والأكاديمية الأمريكية للفنون والعلوم، وأكاديمية نيويورك للعلوم، والمعهد البولندي للفنون والعلوم الأمريكية. حصل على عضوية أجنبية في الأكاديمية اليوغوسلافية للعلوم والفنون، والأكاديمية البولندية للعلوم، والأكاديمية الروسية للعلوم الطبية، والجمعية الفنلندية للعلوم والآداب.
في 3 يونيو 1983، حصل كوبروفسكى على دكتوراه فخرية من كلية الطب في جامعة أوبسالا، السويد.
يوم 22 مارس عام 1995، وقدم كوبروفسكى قائد من فنلندا الصورة سام الأسد من الرئيس الفنلندي. في 13 مارس 1997، حصل على وسام الشرف من الحكومة الفرنسية. في 29 سبتمبر 1998، قدم له رئيس بولندا وسام الاستحقاق الكبير من بولندا.
في 25 فبراير 2000، تم تكريم كوبروفسكي في حفل استقبال في جامعة توماس جيفرسون في فيلادلفيا للاحتفال بالذكرى الخمسين للإدارة الأولى لقاحه الفموي لشلل الأطفال. في حفل الاستقبال، تلقى الثناء من مجلس الشيوخ في الولايات المتحدة، ومجلس الشيوخ في بنسلفانيا، وحاكم بنسلفانيا توم ريدج.
في 13 سبتمبر 2004، تم منح كوبروفسكي جائزة رائد في طب الأعصاب من قبل الجمعية الدولية لعلم الأعصاب في الندوة الدولية السادسة حول أمراض الأعصاب التي عقدت في سردينيا. في 1 مايو 2007، حصل كوبروفسكي على ميدالية البريت سابيين الذهبية من معهد سابيين للامصال في بالتيمور بولاية ماريلاند.
في عام 2014، أنشأت جامعة دريكسيل جائزة هيلاري كوبروفسكي في علم الأعصاب تكريما لمساهمات الدكتور كوبروفسكي في مجال أمراض الأعصاب. تُمنح الجائزة سنويًا بالتزامن مع الندوة الدولية حول الطب الجزيئي والأمراض المعدية، والتي يرعاها معهد الطب الجزيئي والأمراض المعدية (IMMID) داخل كلية الطب بجامعة دريكسل. خلال الندوة، يطلب من الفائز بالجائزة إلقاء محاضرة فخرية.

## اتهام الإيدز
نشر الصحفي البريطاني إدوارد هوبر فرضية مفادها أن الإيدز ربما يكون قد تسبب في أواخر الخمسينيات في الكونغو البلجيكية من خلال بحث كوبروفسكي في لقاح شلل الأطفال.
ومع ذلك، فقد تم رفض فرضية OPV للإيدز داخل معظم المجتمع الطبي وهي تناقضها مقالة واحدة على الأقل في مجلة ناتشرل ، والتي تدعي أن HIV-1فيروس ينتمى للمجموعه M اللى نشأت في إفريقيا قبل 30 عامًا من إجراء تجارب OPV.  ومع ذلك، اقتصر العمل الميداني في الدراسة على 34 عينة فقط تم أخذها في المنطقة المجاورة مباشرة لكيسانغاني. على الرغم من ذلك، دحضت مجلة ساينس ادعاءات هوبر، فكتبت: «لا يمكن الجزم تمامًا بأن تجربة لقاح شلل الأطفال الكبيرة... لم تكن أصل الإيدز».
رفض كوبروفسكي هذا الادعاء، بناءً على تحليله الخاص. في قضية منفصلة في المحكمة، حصل على توضيح مؤسف،  وجائزة رمزية بقيمة 1 دولار عن الأضرار،  في دعوى تشهير ضد رولينج ستون ، والتي نشرت مقالًا يكرر مزاعم كاذبة مماثلة. تم تسوية دعوى تشهير متزامنة رفعها كوبروفسكي ضد وكالة أسوشيتد برس بعد عدة سنوات. لم يتم الكشف عن شروط التسوية علنا.
تقارير كوبروفسكي الأصلية من 1960–61 التي تفصّل جزءًا من حملته للتطعيم في الكونغو البلجيكية متاحة على الإنترنت من منظمة الصحة العالمية.  

## روابط خارجية
- هيلاري كوبروفسكي على موقع الموسوعة البريطانية (الإنجليزية)
- هيلاري كوبروفسكي على موقع مونزينجر (الألمانية)

- هيلاري كوبروفسكي (2012)، لقاح شلل الأطفال. موقع رسمي. أرشيف الإنترنت.
- ستايسي بيرلنج (14 أبريل 2013)، «هيلاري كوبروفسكي، رائدة لقاح شلل الأطفال، ميتة عند 96». Philly.com ، أرشيف الإنترنت.
- New York Times Obituary (21 أبريل 2013)، «وفاة هيلاري كوبروفسكي في 96.»